# Clarke Hinkle
William Clarke Hinkle (Toronto, 10 aprile 1909 – 9 novembre 1988) è stato un giocatore di football americano statunitense che ha giocato per tutta la carriera con i Green Bay Packers della National Football League (NFL). Al college ha giocato a football alla Bucknell University. È stato inserito nella Pro Football Hall of Fame.

## Carriera professionistica

### Green Bay Packers
Hinkle giocò con i Green Bay Packers per tutti i propri dieci anni di carriera vincendo due campionati NFL nel 1936 e nel 1939. Al momento del ritiro si trovava al primo posto nella classifica delle yard corse in carriera, superando il precedente primato di 3.511 yard detenuto da Cliff Battles.
Malgrado non fosse dotato di una grossa taglia, Hinkle è considerato uno dei giocatori più fisici degli anni. Era un notevole running back e un ottimo bloccatore. Nel ruolo di linebacker era noto per la sua abilità nel pressare i quarterback avversari e per i suoi placcaggi violenti.

## Palmarès
- (2) Campione NFL (1936, 1939)
- (3) Pro Bowl (1938, 1939, 1940)
- (4) First-team All-Pro (1935, 1936, 1937, 1938)
- Leader della NFL in touchdown su corsa (1937)
- Formazione ideale della NFL degli anni 1930
- Green Bay Packers Hall of Fame
- Pro Football Hall of Fame
- College Football Hall of Fame

## Statistiche
| Partite totali     | 113 |
| Yard su corsa      | 106 |
| Touchdown su corsa | 33  |